# Seznam kardinálů zemřelých v 16. století

Kardinálský znak

Toto je seznam kardinálů zemřelých v 16. století:

## Zemřelí v roce 1502
- Giovanni Battista kardinál Ferrari (1450 – 20. července 1502)
- Diego kardinál Hurtado de Mendoza y Quiñones (1444 – 14. října 1502)

## Zemřelí v roce 1503
- Fryderyk kardinál Jagiellończyk (27. března 1468 – 13. března 1503)
- Juan kardinál de Borja Lanzol de Romaní starší (1446 – 1. srpna 1503)
- Lorenzo kardinál Cybo de Mari (1450 – 21. prosince 1503)

## Zemřelí v roce 1504
- Jaime kardinál de Casanova (1435 – 4. června 1504)
- Juan kardinál de Zúñiga y Pimentel (1465 – 26. července 1504)
- Clemente kardinál Grosso della Rovere OFMConv (1462 – 18. srpna 1504)
- Ludovico kardinál Podocathor (1429 – 25. srpna 1504)
- Francisco kardinál des Prats (1454 – 10. září 1504)

## Zemřelí v roce 1505
- Juan kardinál Castellar y de Borja (prosinec 1441 – 1. ledna 1505)

## Zemřelí v roce 1506
- Francisco Galcerán kardinál de Lloris y de Borja (1470 – 22. července 1506)

## Zemřelí v roce 1507
- Juan kardinál de Vera (25. listopadu 1453 – 4. května 1507)
- Cesare kardinál Borgia (1475 – 12. května 1507)
- Jean-François kardinál de la Trémoille (1465 – 19. června 1507)
- Girolamo kardinál Basso della Rovere (1434 – 1. září 1507)
- Antonio kardinál Pallavicini Gentili (1441 – 10. září 1507)
- Galeotto kardinál Franciotti della Rovere (1471 – 11. září 1507)

## Zemřelí v roce 1508
- Antonio kardinál Trivulzio starší (18. ledna 1457 – 18. března 1508)
- Antonio kardinál Ferrero († 23. července 1508)
- Giovanni kardinál Colonna (1456 – 26. září 1508)

## Zemřelí v roce 1509
- Melchior kardinál von Meckau (1440 – 3. března 1509)
- Giovanni Antonio kardinál Sangiorgio (1439 – 14. března 1509)

## Zemřelí v roce 1510
- Fazio Giovanni kardinál Santori (1447 – 22. března 1510)
- Giovanni Stefano kardinál Ferrero (5. května 1474 – 5. října 1510)

## Zemřelí v roce 1511
- Luis Juan kardinál de Milán y de Borja (1430 – 1511)
- Oliviero kardinál Carafa (10. března 1430 – 20. ledna 1511)
- Louis II. kardinál d'Amboise (1479 – 3. března 1511)
- Francesco kardinál Alidosi (1460 – 24. května 1511)
- Francesco kardinál Argentino (145 – 23. srpna 1511)
- Pietro kardinál Isvalies (18. února 1497 – 22. září 1511)
- Pedro Luis kardinál de Borja Llançol de Romaní OSIoHieros (1472 – 4. října 1511)
- Francisco kardinál de Borja (1441 – 4. listopadu 1511)
- Gabriele kardinál de' Gabrielli (1445 – 5. listopadu 1511)

## Zemřelí v roce 1513
- Robert kardinál Guibé (1460 – 9. listopadu 1513)

## Zemřelí v roce 1514
- Christopher kardinál Bainbridge (1464 – 14. července 1514)
- Carlo Domenico kardinál del Carretto (1454 – 15. srpna 1514)
- Guillaume kardinál Briçonnet (1445 – 14. prosince 1514)

## Zemřelí v roce 1516
- Marco kardinál Vigerio della Rovere OFMConv (1446 – 18. července 1516)
- Federico kardinál Sanseverino († 7. srpna 1516)

## Zemřelí v roce 1517
- Sisto kardinál Gara della Rovere (1473 – 8. března 1517)
- Jaume kardinál Serra i Cau (1427 – 15. března 1517)
- Alfonso kardinál Petrucci (1491 – 16. července 1517)
- Francisco kardinál Jiménez de Cisneros OFM (1436 – 8. listopadu 1517)

## Zemřelí v roce 1518
- Francisco kardinál de Remolins (1462 – 5. února 1518)
- Bandinello kardinál Sauli (1494 – 29. března 1518)
- Niccolò kardinál Pandolfini (1440 – 17. září 1518)

## Zemřelí v roce 1519
- Philippe kardinál de Luxembourg (1445 – 2. června 1519)
- Luigi kardinál de' Rossi (6. srpna 1474 – 20. srpna 1519)
- René kardinál de Prie (1451 – 9. září 1519)
- Antoine kardinál Bohier OSB (1460 – 27. listopadu 1519)

## Zemřelí v roce 1520
- Ippolito kardinál d'Este (20. března 1479 – 3. září 1520)
- Leonardo kardinál Grosso della Rovere (1464 – 17. září 1520)
- Bernardo kardinál Dovizi da Bibbiena (2. srpna 1470 – 9. listopadu 1520)
- Amanieu kardinál d'Albret (1478 – 20. prosince 1520)

## Zemřelí v roce 1521
- Raffaele kardinál Riario (3. května 1461 – 9. července 1521)

## Zemřelí v roce 1545
- Albrecht Braniborský (28. června 1490 – 24. září 1545)

## Zemřelí v roce 1586
- Antoine kardinál Perrenot de Granvelle (20. srpna 1517 – 21. září 1586)

## Zemřelí v roce 1587
- Decio kardinál Azzolino starší (1. července 1549 – 9. října 1587)

## Zemřelí v roce 1594
- Nicolas de Pellevé (1515–1594)
- Charles II. de Bourbon de Vendôme (1562–1594)
- William Allen (1532–1594)
- Gaspar kardinál de Quiroga y Vela (6. ledna 1512 – 20. listopadu 1594)

## Zemřelí v roce 1595
- Mark Sittich von Hohenems (1533–1595)
- Hughes de Loubenx de Verdalle (1531–1595)
- Giovanni Battista Castrucci (1541–1595)
- Costanzo da Sarnano, O.F.M.Cap. (1531–1595)